# Maki Gherzi
Massimiliano Gherzi, detto Maki (Monfalcone, 1972), è un regista italiano.

## Biografia
Studia architettura a Genova ed inizia nel capoluogo ligure collaborando con produzioni cinematografiche locali e ricoprendo vari ruoli nei set, dal settore audio a quello elettrico. Si trasferisce a Milano dove cofonda un collettivo multidisciplinare e firma la regia di alcuni spot con la casa di produzione milanese Mercurio.
È noto soprattutto per la sua attività nei video musicali. Il suo primo video risale al 2001 ed è Cliché dei Deasonika, quasi totalmente autoprodotto, influenzato da Chris Cunningham. Dal 2003 in poi realizza video musicali per numerosi artisti italiani, elencati nel paragrafo seguente.

## Videoclip (parziale)
- Ben DJ - Me & Myself (feat. Sushy) (2008)
- Deasonika - Cliché (2001), Il giorno della mia sana follia (2004), Non dimentico più (2006)
- Deijan Pres. Svetla - Tazi vecer (2005)
- Chiara - Nothing at All (2006)
- Francesco Renga - Ci sarai (2004)
- Gazosa - Nessuno mi può giudicare (feat. Tormento) (2003)
- Gemelli DiVersi - Istruzioni per l'(ill)uso (2007)
- Il Nucleo - 27 aprile (2005)
- Jovanotti - A te (2008), Come musica (2008), Mezzogiorno (2009) [le ufficiali quattro versioni], Tutto l'amore che ho (2010), Le tasche piene di sassi (2011)
- L'Aura - Radio Star (2005), Today (2005), Una favola (2005), Non è una favola (2007)
- Les Italiennes - I Don't Wanna Be Your Girlfriend (2016)
- Mario Venuti - Un altro posto nel mondo (2006)
- Minnie's - Che segreti hai (2019)
- Motel Connection - Nothing More (2006)
- Negramaro - Nuvole e lenzuola (2006)
- Nek - Sei solo tu / Tan sólo tú (feat. Laura Pausini) (2002), Lascia che io sia / Para ti sería (2005)
- Piero Pelù - Tribù (2006), Lentezza (2006)
- Planet Funk - Stop Me (2005)
- Rezophonic - L'uomo di plastica (2006)
- Subsonica - Incantevole (2005)
- The Niro - Liar (2008)
- Tiziano Ferro - Ti voglio bene / Desde mañana no lo sé (2004)
- Vasco Rossi - E adesso che tocca a me (2008)
- Velvet - Dovevo dirti molte cose (2005), Ti direi (2005)
- Zucchero Fornaciari - Il grande Baboomba / Mama Get Real[2] (feat. Mousse T.) (2004)